# Eike Jost
Eike Jost (* 29. April 1940 in Köln) ist ein deutscher Pädagoge und emeritierter Professor für Sportpädagogik. Er war Leiter der Abteilung Spiel- und Bewegungserziehung beim Institut für Freizeitforschung, Spiel- und Bewegungserziehung (IFSB) an der Leuphana Universität Lüneburg.

## Leben
Eike Jost wurde 1970 am Fachbereich Erziehungswissenschaften der Universität Hamburg promoviert. Seine Dissertation vom 10. August 1970 trägt den Titel Die Fairness. Untersuchung ihres Ursprungs und Wesensgehalts und ihre Bestimmung als ein pädagogischer Wertbegriff.
Von 1971 bis 1973 war er Referendar am Institut für Sportwissenschaft in Köln. Von 1973 bis 1975 war er als Wissenschaftlicher Rat und Professor der Universität Hamburg tätig Er lehrte und forschte von 1975 bis zu seiner Emeritierung als ordentlicher Professor für Leibeserziehung bzw. Sportpädagogik und Leiter der Abteilung Spiel- und Bewegungserziehung beim Institut für Freizeitforschung, Spiel- und Bewegungserziehung (IFSB) an der Leuphana Universität Lüneburg und lebt in Asendorf.

## Forschungsschwerpunkte
Eike Josts Forschungsgebiet umfasst insbesondere die Pädagogik und die Sportpädagogik.

## Schriften (Auswahl)
- Kulturelles Spiel und gespielte Kultur. Bewegungsspiel als Dramatisierung des Lebens. Unter Mitarbeit von Thomas Smidt. 1. Auflage. AFRA-Verlag, Frankfurt am Main / Griedel 1990, ISBN 3-923217-41-2.
- Symbolspiel und Bewegungstheater (= Edition Sport & Freizeit. Band 13). Meyer und Meyer, Aachen 2002, ISBN 3-89124-274-3.